# Арк (Изер)
Арк (фр. Arc) је река у Француској. Дуга је 128 km. Улива се у Изер. 